# Patiriella vivipara
Patiriella vivipara är en sjöstjärneart som beskrevs av Dartnall 1969. Patiriella vivipara ingår i släktet Patiriella och familjen Asterinidae. Inga underarter finns listade i Catalogue of Life.